# Гідрологічні розрахунки
Гідрологі́чні розраху́нки  — розрахунки різних гідрологічних характеристик (розподілу річного стоку, норм стоку, максимальних та мінімальних рівней тощо) різними методами в інженерній гідрології.